# Aphanogryllacris inconspicua
Aphanogryllacris inconspicua är en insektsart som först beskrevs av Brunner von Wattenwyl 1888.  Aphanogryllacris inconspicua ingår i släktet Aphanogryllacris och familjen Gryllacrididae.

## Underarter
Arten delas in i följande underarter:
- A. i. conspicua
- A. i. inconspicua
- A. i. kuhnei